# Volkswagen Atlas
 (décembre 2021).
L'Atlas est un grand SUV familial produit et commercialisé par le constructeur automobile allemand Volkswagen à partir de 2017 aux États-Unis. La seconde génération est présentée en 2024.

## Première génération (2017-2024)
L’Atlas est le plus gros véhicule produit sur la plate-forme MQB du Groupe Volkswagen.
Il est commercialisé sous le nom de Volkswagen Terrmont au Moyen-Orient, en Chine, au Mexique en Russie, et en Chine. Dans ce dernier pays, la production locale pour le marché domestique a débuté en 2017.

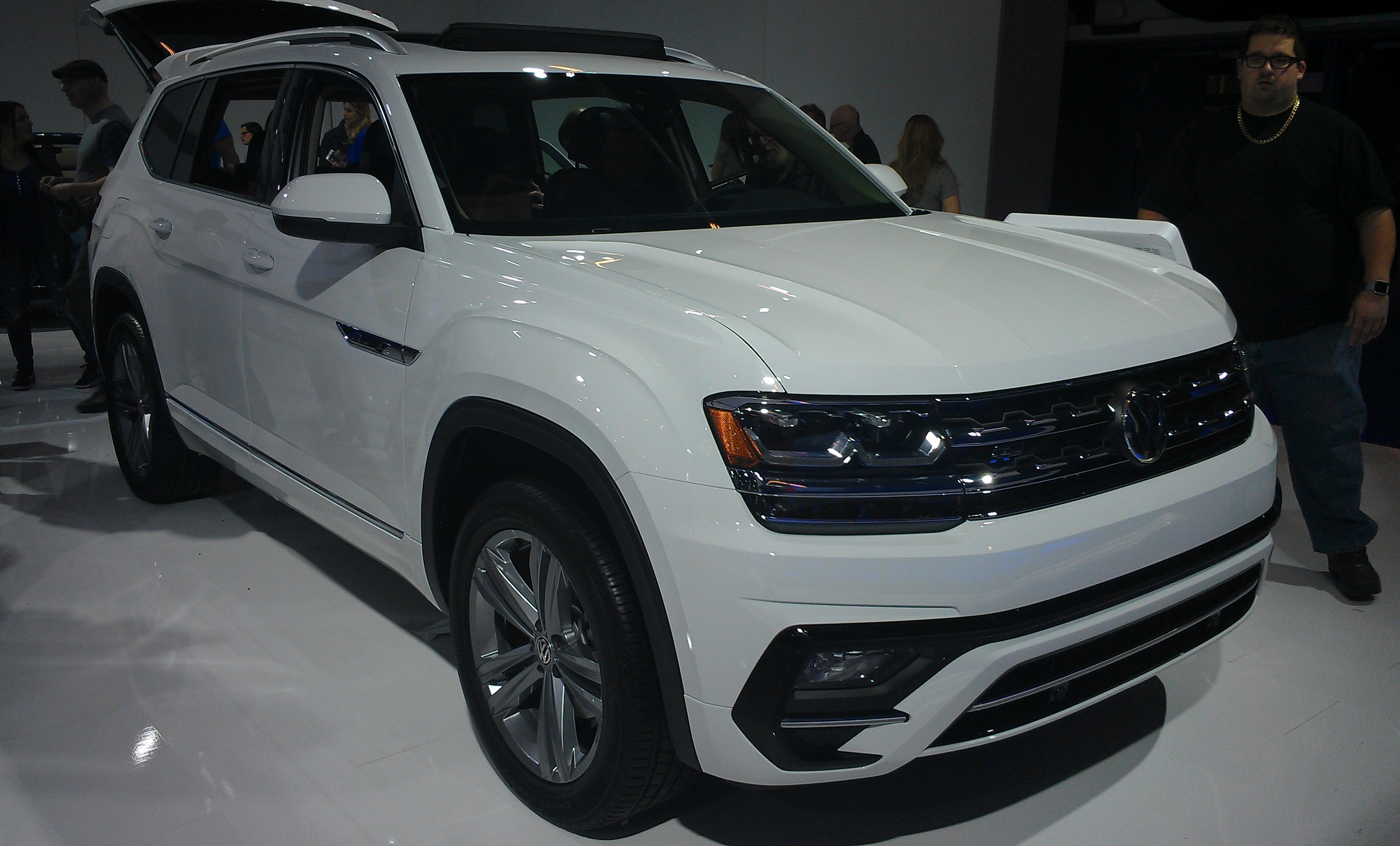
Volkswagen Atlas R-line
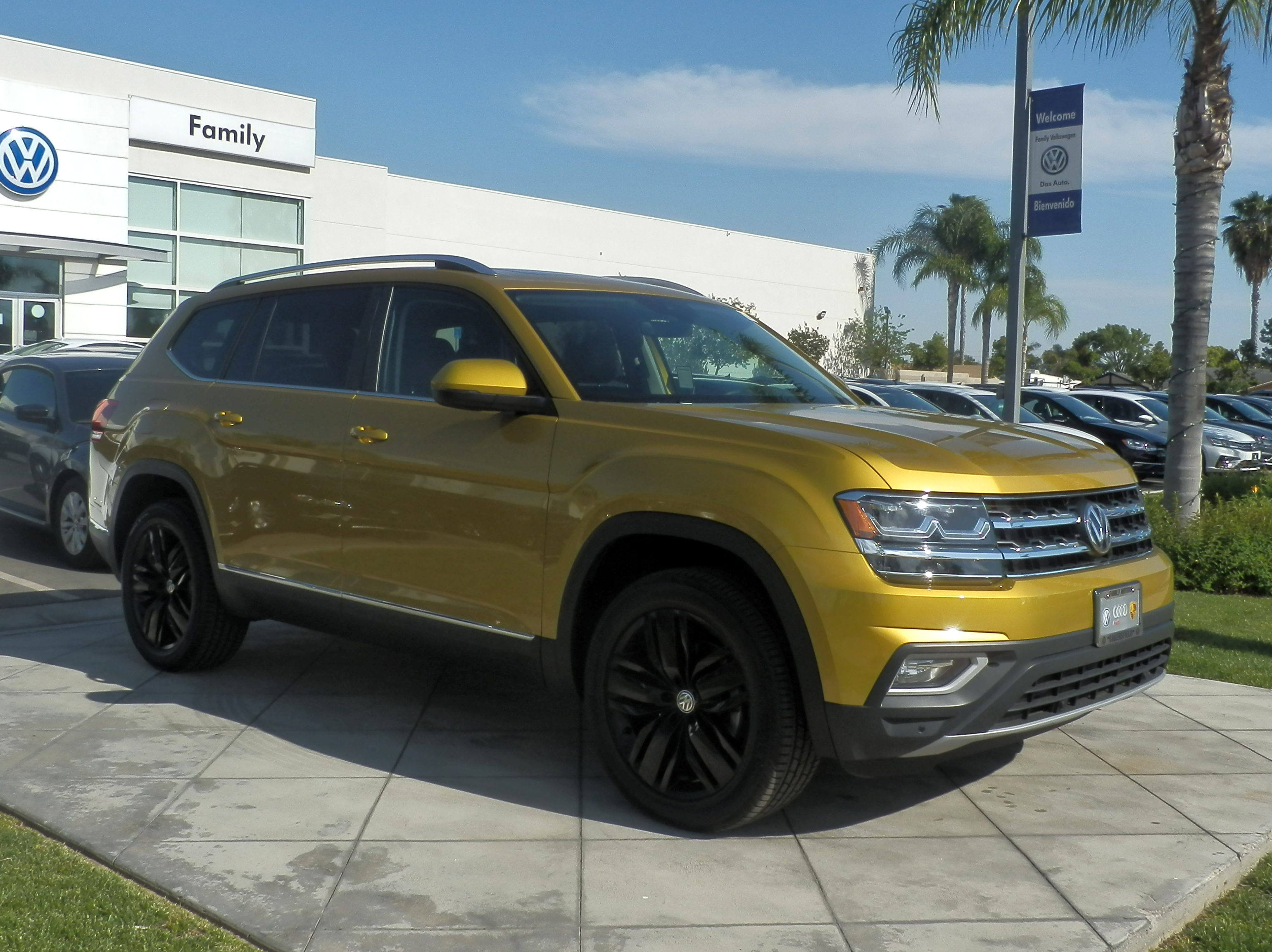
Volkswagen Atlas

En octobre 2019, le constructeur présente la version coupé quatre portes qui porte le nom de Atlas Cross Sport, ou de Teramont X selon les marchés.

Atlas Cross Sport / Teramont X
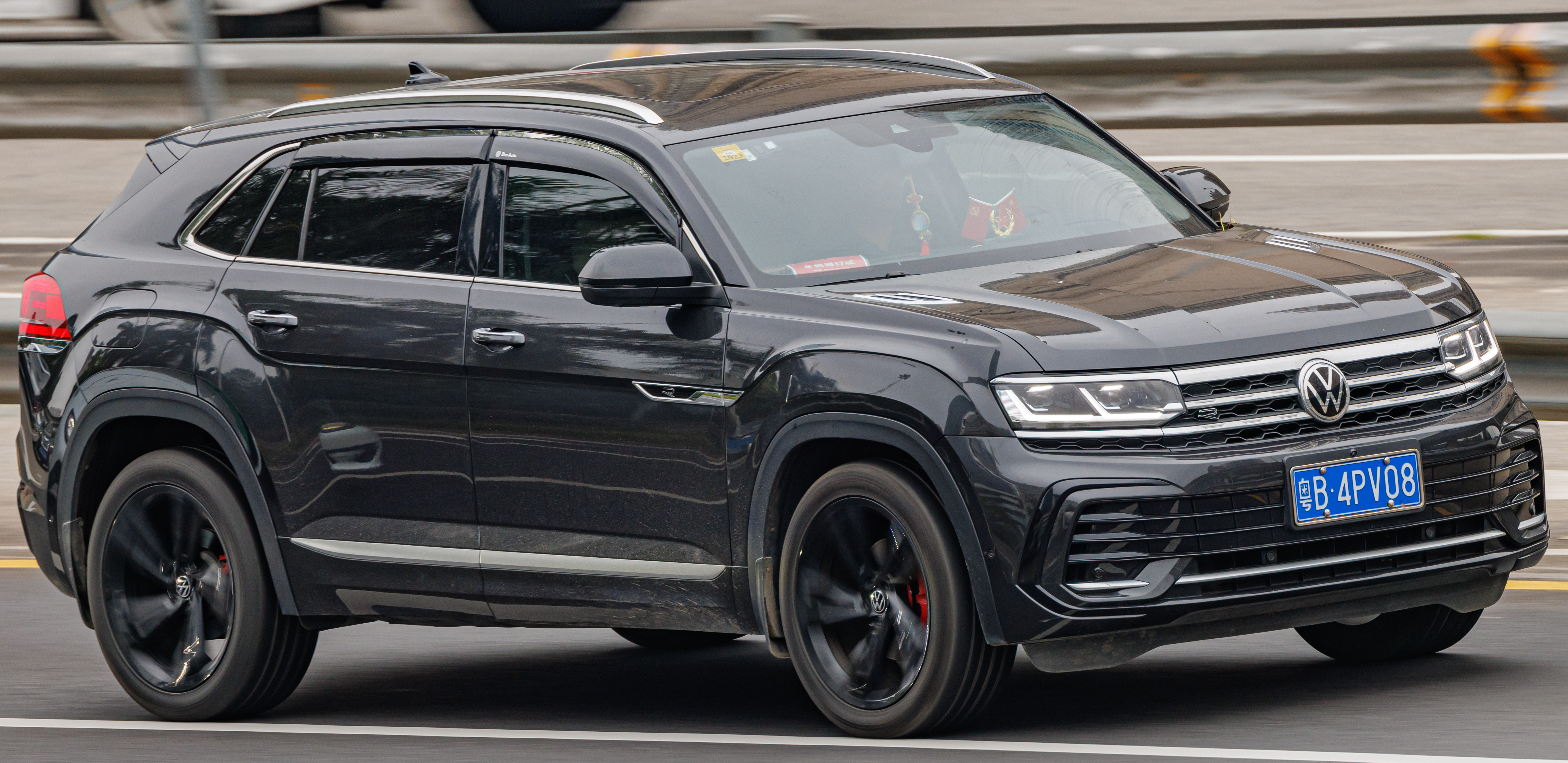
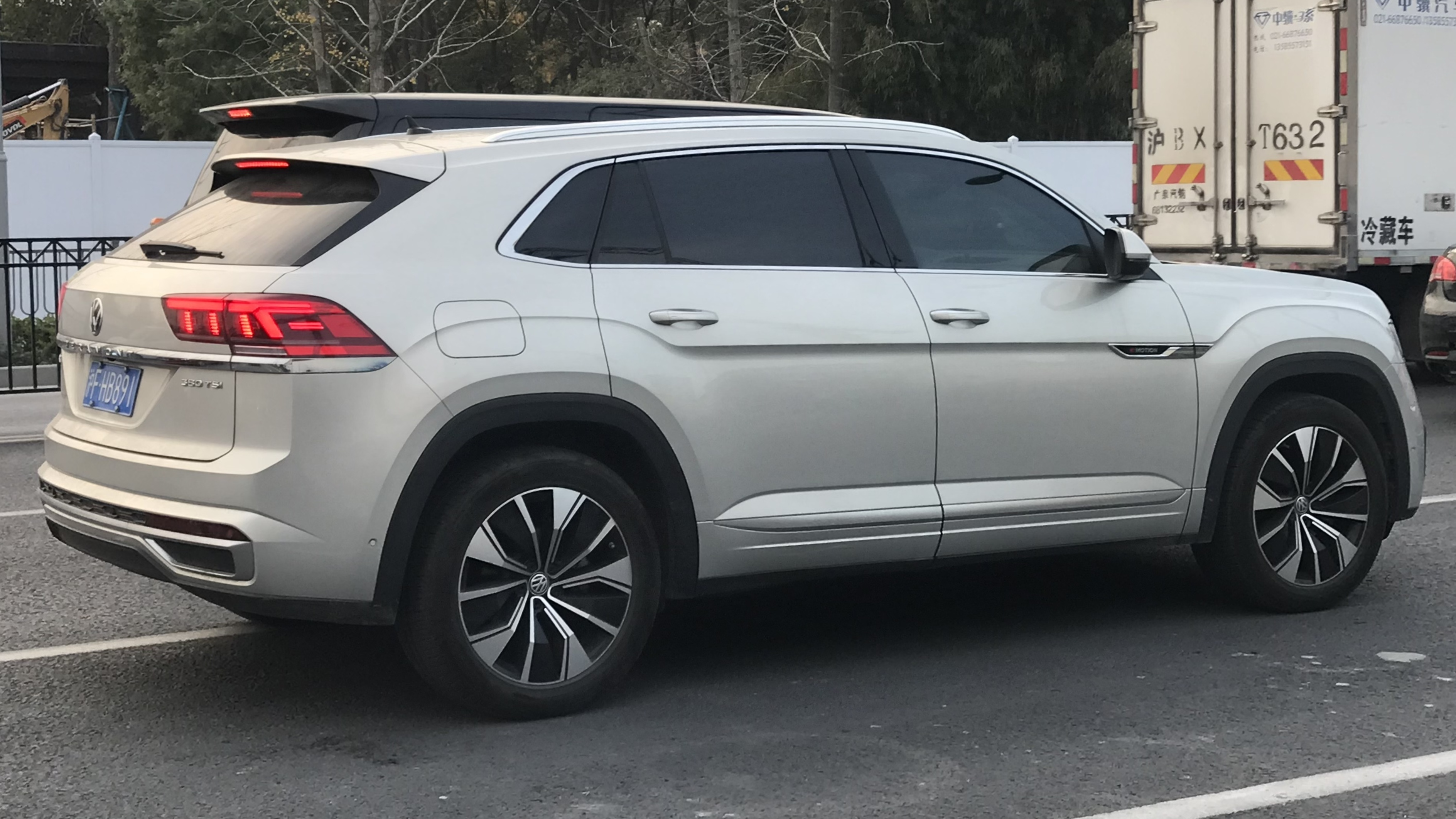

### Présentation
Le Volkswagen CrossBlue a préfiguré l'Atlas/Terramont en tant que concept car de grand SUV hybride plug-in-diesel en 2013. L'Atlas de série est présenté au salon de l'automobile de Los Angeles le 17 novembre 2016 aux États-Unis, puis au Canada en mai 2017.

### Caractéristiques techniques
Les principales caractéristiques de l'Atlas sont le VW Digital Cockpit, un espace de chargement arrière de 2,74 m3, un système de navigation, un lecteur CD, 16 haut parleurs, sièges avant et arrière chauffants et ventilés, dix-sept porte-gobelets, une banquette de deuxième rangée pouvant accueillir trois sièges de sécurité pour enfants, une troisième rangée de sièges. accessible avec les sièges de sécurité pour enfants encore en place, la connectivité standard Android Auto et Apple CarPlay avec Volkswagen CarNet et MirrorLink, des feux full LED, sept systèmes améliorant la stabilité totale et le système à quatre roues motrices Volkswagen 4Motion disponible sur la plupart des modèles.

#### Motorisations
L'Atlas a deux options de moteur à essence aux États-Unis :
- Essence turbocompressée à quatre cylindres (I4) de 2,0 L, puissance de 238 ch (175 kW), couple de 350 N m
- Essence 3,6 L six cylindres (V6), 280 ch (206 kW), 361 N m de couple. Il est le dernier modèle à être équipé du moteur VW VR6, jusqu'en décembre 2024[2].

## Seconde génération (2025-)
La seconde génération de Volkswagen Atlas est dévoilée fin 2024. La version chinoise prend le nom de Volkswagen Terramont Pro.

### Caractéristiques techniques
L'Atlas II repose sur la plateforme technique MQB Evo du groupe Volkswagen.